# Рентън
Рентън (на английски: Renton) е град в окръг Кинг, щата Вашингтон, САЩ. Рентън е с население от 83 650 жители (2009) и обща площ от 44,8 km². Намира се на 14- 125 m надморска височина. ЗИП кодът му е 98055-98059, а телефонният му код е 425.